# Luigi Bretti
Luigi Bretti (Trieste, 13 settembre 1930 – 31 marzo 2001) è stato un calciatore italiano, di ruolo attaccante.

## Carriera
Debuttò nel Bari di Ambrogio Alfonso nella stagione 1950-1951, in cui i pugliesi retrocessero in Serie C. Giocò tra le file dei biancorossi anche nella stagione successiva per poi tornarvi nel 1953, dopo una stagione in Serie C con il Taranto, e disputarvi altri cinque campionati di fila: complessivamente collezionò coi galletti quattro campionati di Serie B, due di Serie C ed uno di IV Serie (quello del 1953-1954, che il Bari vinse a pieno titolo, tornando in Serie C).
Terminò la carriera in Serie C, disputando due campionati con il Livorno ed uno con la Triestina.
Con le sue 69 reti nel Bari, è il giocatore con più marcature in campionato nella storia dei biancorossi.

## Palmarès

### Club

#### Competizioni nazionali
- Scudetto Dilettanti: 1

Bari: 1953-1954
- Serie C: 2

Bari: 1954-1955
Triestina: 1961-1962